# تيمو موكا
تيمو كوستا موكـّا (Timo Kustaa Mukka؛ بولنيس السويد، 17 ديسمبر 1944 - روفانييمي، 27 مارس 1973) كاتب وشاعر و رسـّام فنلندي كتب عن حياة الناس في إقليم لابي.
حياته المهنية تشمل كتابة تسعة أعمال، الذي كتبها في ست سنوات.